# Katy McLean
Katy McLean (19 de dezembro de 1985) é uma jogadora de rugby sevens britânica.

## Carreira
Katy McLean integrou o elenco da Seleção Britânica Feminina de Rugbi de Sevens, na Rio 2016, que foi 4º colocada.